# Complesso parrocchiale di Locmélar

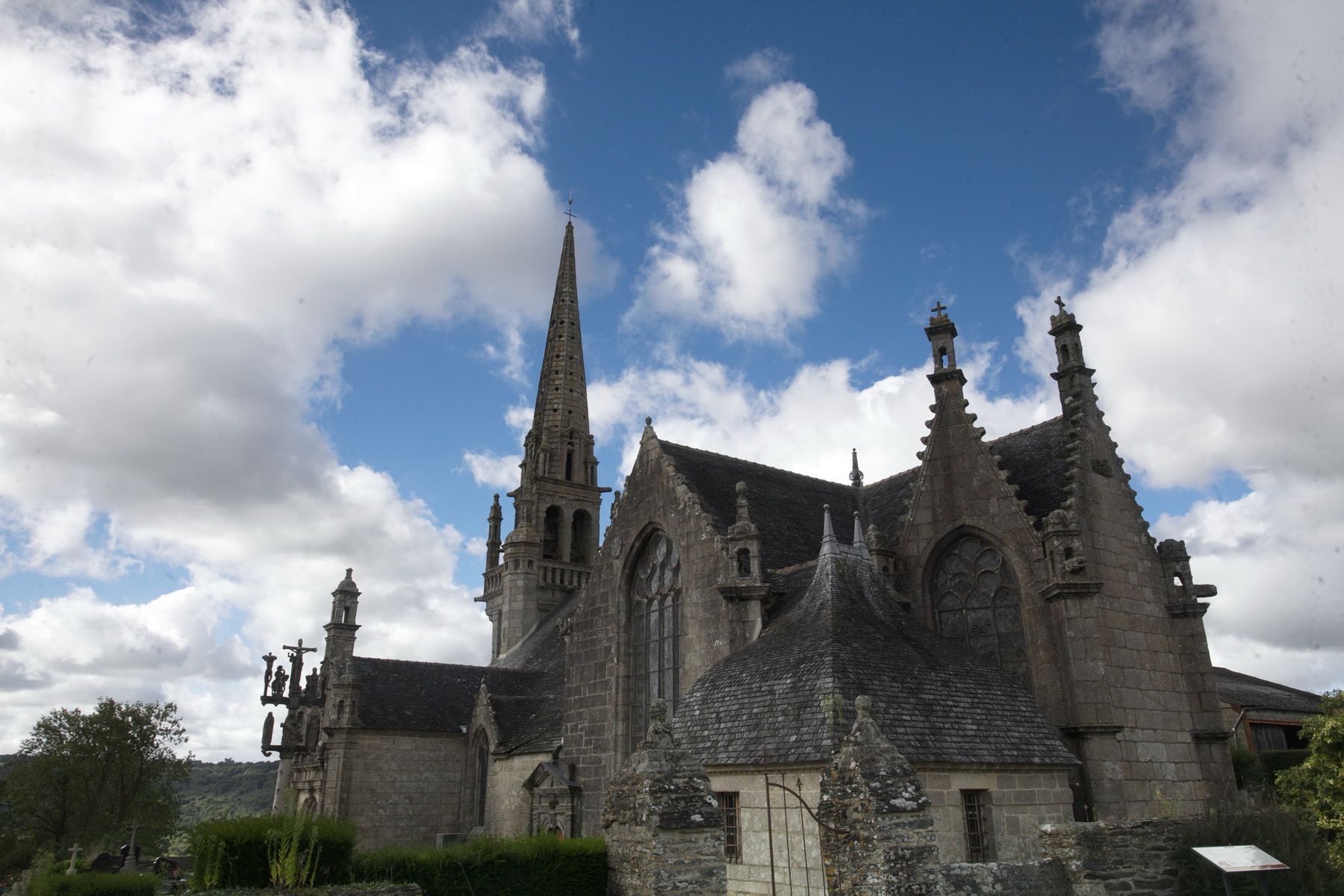
La chiesa del complesso parrocchiale di Locmélar

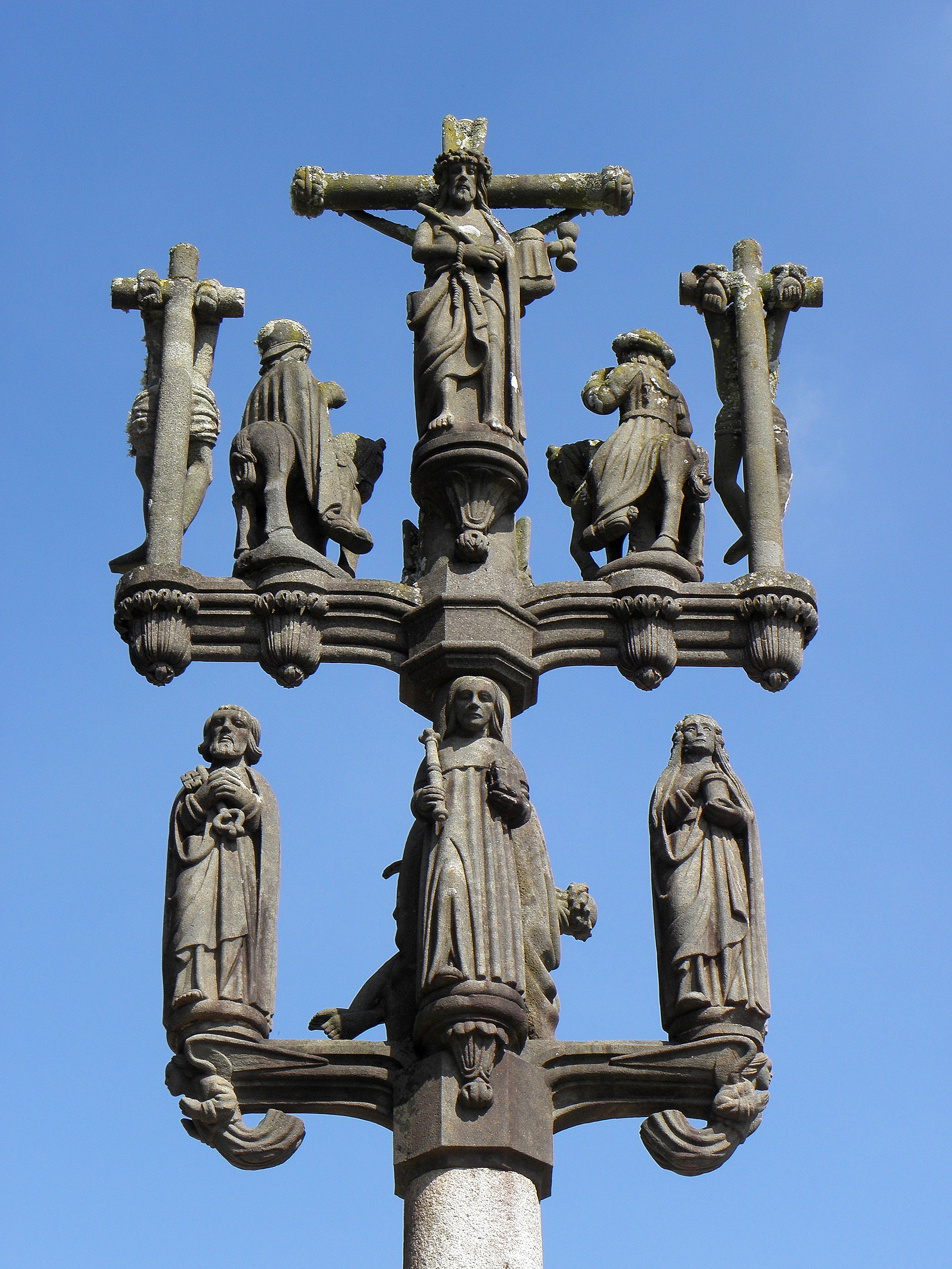
Il calvario del complesso parrocchiale di Locmélar

Il complesso (o recinto) parrocchiale di Locmélar (in francese enclos paroissial di Locmélar) è un tipico complesso parrocchiale (enclos paroissial) bretone, che si trova nella località di Locmélar, nel dipartimento del Finistère e che è stato realizzato tra la seconda metà del XVI secolo e la seconda metà del XVII secolo.

## Principali elementi dell'enclos
Questo complesso parrocchiale, che si erge al centro di Locmélar, è di dimensioni più ridotte rispetto ad altri complessi parrocchiali della zona.

### Chiesa
La chiesa dell'enclos, intitolata al santo bretone Melor (o Mélar), è stata realizzata tra la metà del XVI e il XVII secolo.
La parte più antica della chiesa è rappresentata dalla facciata occidentale, che risale al 1577, mentre il campanile risale al 1589. Più recente è il portico occidentale, che risale al 1664, è nel quale è scolpita una statua in kersantite raffigurante San Giovanni.
Il campanile ha un'altezza di 33 metri ed è realizzato nello stile tipico della famiglia di architetti Beaumanoir, originaria di Morlaix.
All'interno della chiesa, si trovano tre pale d'altare. In una pala d'altare, caratterizzata per l'abbondanza di motivi floreali, sono raffigurate scene della Passione di Cristo e la morte, avvenunta tramite decapitazione, di San Melor; le altre due pale d'altare, la pala dell'Assunzione e la pala di San Hervé, si trovano rispettivamente nel transetto nord e nel transetto sud: nela prima sono raffigurati i dodici apostoli e la Vergine Maria, mentre nella seconda è raffigurato San Hervé accompagnato da Guic'haran, la sua guida, e da un lupo.
Sempre negli interni della chiesa si trovano poi una fonte battesimale in cui spicca una statua raffigurante San Michele che sconfigge il demonio, circondata da alcune statue che rappresentano le varie virtù e una Pietà realizzata nel XVI secolo nelle Fiandre.

### Calvario
Il calvario del complesso parrocchiale di Locmélar risale al 1600 ca. ed è realizzato in kersantite. Autore del calvario, ad eccezione di alcune sue parti, sarebbe il Maestro di Plougastel.
Il calvario si compone di due sezioni principali: nella prima sezione, sono raffigurati, da un lato, Gesù Cristo accompagnato da San Pietro e da un altro personaggio e, dall'altro lato, Gesù Cristo accompagnato da San Pietro e dalla Vergine Maria; nella seconda sezione, è invece raffigurato Cristo crocifisso circondato da due cavalieri. Sotto la croce del calvario, sono invece raffigurati due angeli che portano un calice contenente il sangue di Gesù.
Il calvario è stato restaurato nel 1925 da Donnart di Landerneau.

### Ossario
Non più visibile è l'ossario, in quanto è stato demolito tra il 1920 e il 1923.